# غيتو فيلنا
قالب:Infobox holocaust eventقالب:Infobox holocaust event
غيتو فيلنا  هو الحي اليهودي في الحرب العالمية الثانية الذي أنشأته وأدارته ألمانيا النازية في مدينة فيلنيوس في إقليم ريشسكوميساريستان أوستلاند الذي كان يديره النازيون.
خلال السنتين من وجوده خفض الجوع والمرض والإعدام في الشوارع، وسوء المعاملة، والترحيل إلى معسكرات العتقال والإبادة سكان الحي اليهودي من حوالي 40,000 إلى الصفر.
تمكن مئات الأشخاص فقط من البقاء على قيد الحياة، معظمهم من خلال الاختباء في الغابات المحيطة بالمدينة، والانضمام إلى الثوار السوفيت،   أو اللجوء إلى السكان المحليين المتعاطفين معهم.

## الخلفية
قبل الغزو الألماني السوفيتي لبولندا في سبتمبر عام 1939، كانت ويلنو (فيلنا باللغة العبرية) عاصمة مقاطعة ويلنو في الجمهورية البولندية الثانية. كانت اللغات السائدة في المدينة هي البولندية وإلى حد ما اليديشية. كان السكان الناطقين باللغة الليتوانية في ذلك الوقت أقلية صغيرة، في حوالي 6٪ من سكان المدينة وفقا لمصادر ليتوانية معاصرة. بحلول عام 1931، كان عدد سكان المدينة 195000 نسمة، مما يجعلها خامس أكبر مدينة في بولندا مع الصناعات المتنوعة والمصانع الجديدة،  وكذلك جامعة محترمة.

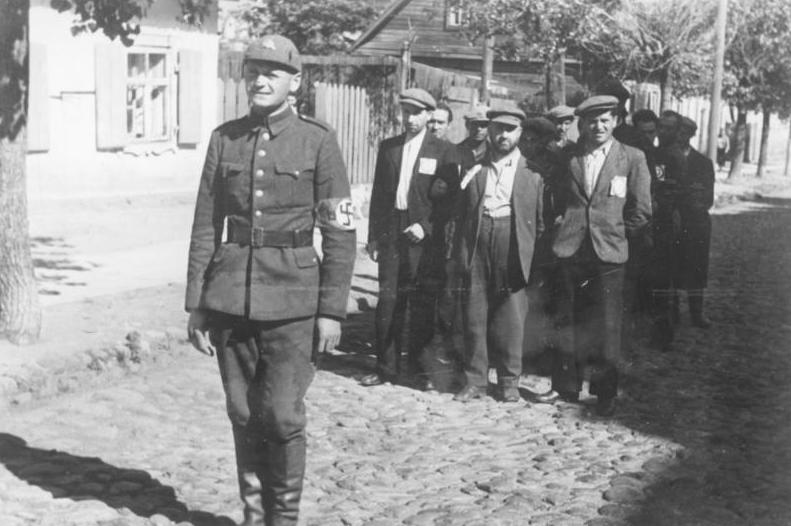
الشرطي الليتواني النازي مع السجناء اليهود، يوليو 1941

كانت ويلنو مدينة بولندية ويهودية في الغالب منذ أن تم ترسيم الحدود البولندية الليتوانية في عام 1922 من قبل عصبة الأمم في أعقاب تمرد زيليجوفسكي. بعد الغزو السوفيتي لبولندا في سبتمبر 1939، قام جوزيف ستالين بنقل ويلنو إلى ليتوانيا في أكتوبر، وفقًا لمعاهدة المساعدة المتبادلة السوفيتية - الليتوانية. بعد ذلك بعامين، في 26 يونيو 1941، دخل الجيش الألماني فيلنا، تلته فريق الموت اينساتسكوماندو وأينزاتسغروبن بي. دعا زعماء ليتوانيا المحليين إلى التطهير العرقي لليهود والبولنديين. على مدار الصيف، قتلت القوات الألمانية ومعاونوها الليتوانيون أكثر من 21000 يهودي يعيشون في فيلنيوس في عملية إبادة جماعية.
كان عدد السكان اليهود في فيلنيوس عشية الهولوكوست ما لا يقل عن 60 ألفًا، وتشير بعض التقديرات إلى أن 80 ألفًا،  بينهم لاجئون من بولندا التي احتلتها ألمانيا إلى الغرب، ناقصًا عددًا صغيرًا تمكنوا من الفرار إلى الاتحاد السوفيتي. بدأت عمليات الاختطاف والقتل الجماعي لليهود في المدينة قبل الحي اليهودي من قبل القوات الألمانية المتقدمة، مما أدى إلى إعدام حوالي 21000 ضحية قبل 6 سبتمبر 1941. كان الخاطفون الليتوانيون معروفين في اليديشية بآلاف الرهبا، وهذا يعني المختطفون أو المختطفون.

## 1941: تأسيس الحي اليهودي

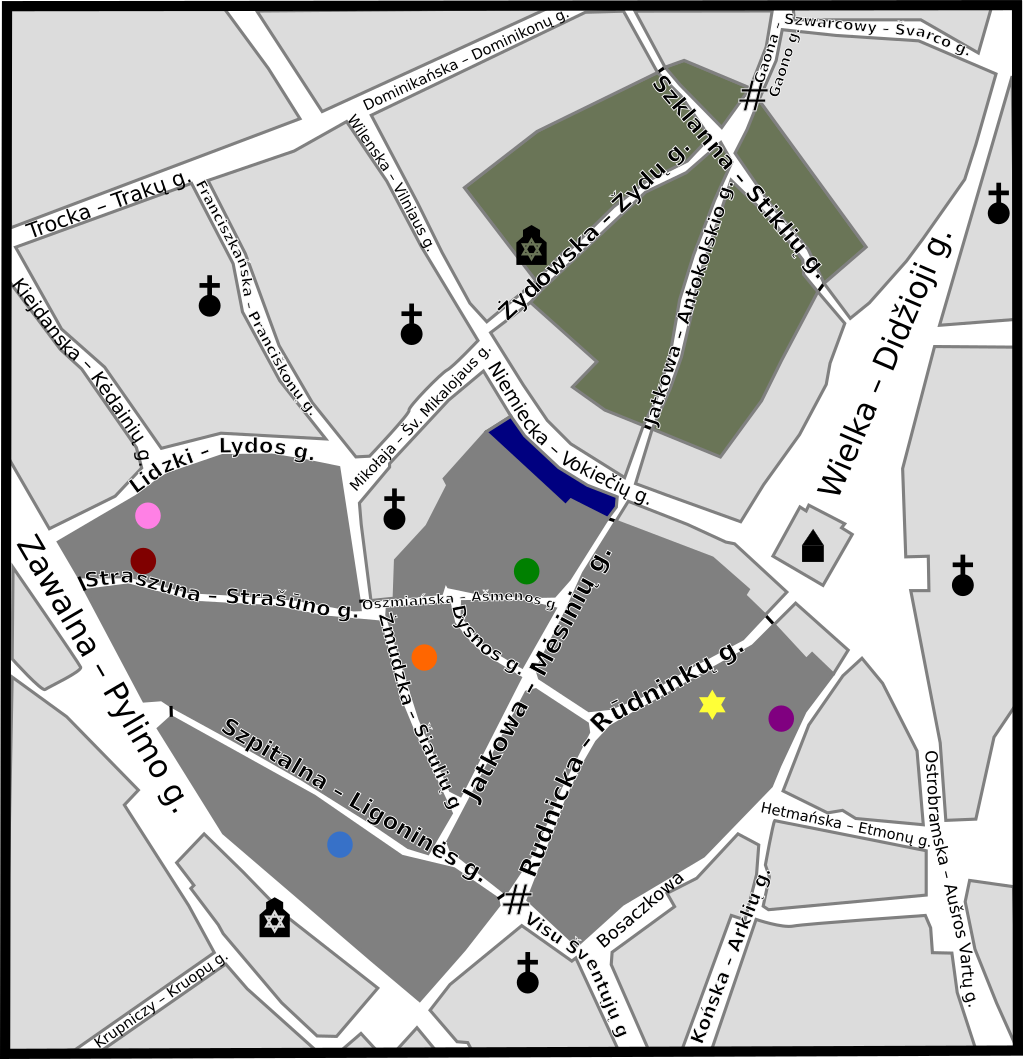
خريطه فيلنا غيتو (الحي اليهودي الصغير باللون الأخضر)

## قائمة المراجع
- عراد اسحق. غيتو في النيران . (القدس: مطبعة أحفا التعاونية، 1980).
- Balberyszski ، مندل «أقوى من الحديد»: تدمير فيلنا جيويري 1941-1945 - شاهد عيان. (القدس: دار جيفن للنشر، 2010). +
- فييرستين، دانيال. «حركات المقاومة اليهودية في غيتوات أوروبا الشرقية». في: الحياة في الأحياء اليهودية أثناء الهولوكوست . إد. اريك جيه. (سيراكيوز: مطبعة جامعة سيراكيوز، 2005).
- كوستانيان دانزيج، راشيل. المقاومة الروحية في حي فيلنا اليهودي . (فيلنيوس: متحف فيلنا غاون اليهودي الحكومي، 2002).
- كروك، هيرمان. الأيام الأخيرة من القدس لتوانيا: سجلات من غيتو فيلنا والمخيمات، 1939-1944 . (نيو هافن: مطبعة جامعة ييل، 2002).
- روداشيفسكي، يتسخوك (1927-1943). يوميات فيلنا غيتو، يونيو 1941 - أبريل 1943 . (إسرائيل: بيت المقاتلون الغيتو، 1973).
- شنايدمان، NN القدس في ليتوانيا: صعود وسقوط فيلنيوس اليهودي، منظور شخصي . (Okaville، ON: Mosaic Press، 1998).